# Bureanî, Haisîn
Bureanî (în ucraineană Бур`яни) este un sat în comuna Zeatkivți din raionul Haisîn, regiunea Vinnița, Ucraina.

## Demografie
Componența lingvistică a localității Bureanî
     Ucraineană (99,05%)
     Alte limbi (0,95%)
Conform recensământului din 2001, majoritatea populației localității Bureanî era vorbitoare de ucraineană (99,05%), existând în minoritate și vorbitori de alte limbi.